# De IJsselbode
De IJsselbode is een nieuws- en advertentieweekblad met een totale oplage van 23.500 voor de IJsselstreek.
De IJsselbode verschijnt iedere dinsdag huis-aan-huis in: Benschop, Cabauw, Driebruggen, Goverwelle (Goudse wijk), Haastrecht, Hekendorp, Linschoten, Lopik, Montfoort, Oudewater, Papekop, Polsbroek, Stolwijk, Vlist en Waarder.
Het weekblad wordt uitgegeven door Drukkerij Heno.